# Arkaitz Durán Aroca
Arkaitz Durán Aroca (Vitòria, 19 de maig de 1986) és un ciclista basc, professional des del 2005 al 2015.
El seu pare Benito també es dedicà al ciclisme.

## Palmarès
- 2012
  - 1r a la Volta a Cantàbria
  - 1r a la Volta a Àvila
  - Vencedor de 2 etapes a la Volta a Navarra
  - Vencedor d'una etapa a la Volta a Zamora
  - Vencedor d'una etapa a la Volta a Galícia
- 2014
  - Vencedor d'una etapa al Gran Premi Abimota

### Resultats al Tour de França
- 2010. 81è de la classificació general

### Resultats a la Volta a Espanya
- 2007. Abandona (9a etapa)
- 2009. 40è de la classificació general
- 2010. Fora de control (2a etapa)